# BBC Parliament
BBC Parliament est une chaîne de télévision parlementaire britannique de la BBC diffusant les débats parlementaires et législatifs de la Chambre des lords et la Chambre des communes. Elle est comparable au canal français La Chaîne parlementaire.

## Histoire
La chaîne est lancée en 1992 sous le nom de The Parliamentary Channel, puis rebaptisée BBC Parliament en 1998.
En octobre 2018, une baisse des subventions de la chaîne est débattue au Parlement, mais celle-ci parvient à maintenir ses principaux programmes. En septembre 2019, la chaîne connaît sa semaine la plus regardée de son histoire avec 2,6 millions de téléspectateurs.

## Identité visuelle

### Logos

Logo de BBC Parliament de 2008 à 2021
Logo de BBC Parliament de 2021 à 2025
Logo de BBC Parliament depuis 2025